# Operation Finale
Operation Finale è un film del 2018 diretto da Chris Weitz.

## Trama
Durante il centocinquantenario dell'unità dell'Argentina, nel 1960, l'agente Peter Malkin e una squadra di agenti del Mossad  guidati da Rafi Eitan decidono di catturare Adolf Eichmann, SS-Obersturmbannführer del Reich durante la seconda guerra mondiale e criminale di guerra, che sfuggì al processo di Norimberga e fece perdere le sue tracce nel Paese sudamericano sotto il falso nome di "Riccardo Klement". Dopo la sua cattura venne processato e condannato a morte in Israele per genocidio e crimini contro l'umanità.

## Produzione
Il film è interpretato da Oscar Isaac (che l'ha anche prodotto), Ben Kingsley, Lior Raz, Mélanie Laurent, Nick Kroll e Haley Lu Richardson, e segue gli sforzi degli ufficiali israeliani del Mossad per catturare l'ex ufficiale delle SS Adolf Eichmann nel 1960. Diverse fonti, incluso Eichmann in My Hands, un libro di memorie dell'ufficiale israeliano Peter Malkin, hanno fornito la base per la storia.

## Distribuzione
Il film è stato distribuito nelle sale negli Stati Uniti il 29 agosto 2018 da Metro-Goldwyn-Mayer attraverso la loro joint venture con Annapurna Pictures (ora chiamata United Artists Releasing) e ha ricevuto recensioni contrastanti dalla critica.

## Accoglienza

### Incassi
Negli Stati Uniti, il film aveva una previsione di incasso di 8-10 milioni di dollari da 1.810 sale durante il weekend di apertura del Labor Day di quattro giorni. Il film ha incassato $ 1 milione il primo giorno e $ 725.891 il secondo. Ha continuato a incassare 6 milioni di dollari dal venerdì alla domenica, per un totale di quattro giorni nel fine settimana di 7,8 milioni di dollari e un totale di sei giorni di 9,5 milioni di dollari, arrivando quinto al botteghino. Nel suo secondo fine settimana, il film è sceso del 50% a $ 3 milioni, finendo ottavo.

### Critica
Nell'aggregatore di recensioni Rotten Tomatoes, il film ha un indice di gradimento del 60% basato su 123 recensioni, con un punteggio medio di 6/10. Il consenso critico del sito web recita: "Operation Finale è ben intenzionato, ben interpretato e complessivamente divertente, anche se la profondità e la complessità degli eventi della vita reale rappresentati possono perdersi un po' nella loro drammatizzazione".